# Луна (Тульская область)
Луна — поселок в Белёвском районе Тульской области в составе Левобережного сельского поселения. Население - 1 человек (2021).

## География
Находится в юго-западной части Тульской области на расстоянии приблизительно 16 км на юг по прямой от города Белёв, административного центра района.

## История
В 1926 году здесь было учтено 16 дворов, в конце 1930-х годов — 10.

## Население
Постоянное население составляло 113 человек (1926 год), 3 (русские 100 %) в 2002 году.
| 2010 |
| ---- |
| 0    |